# Линнехан, Ричард Майкл
Ри́чард Майкл Ли́ннехан (англ. Richard Michael Linnehan; род. 1957) — астронавт НАСА. Совершил четыре космических полёта на шаттлах: STS-78 (1996, «Колумбия»), STS-90 (1998, «Колумбия»), STS-109 (2002, «Колумбия») и STS-123 (2008, «Индевор»), совершил шесть выходов в открытый космос, врач, ветеринар.

## Личные данные и образование
Ричард Линнехан родился 19 сентября 1957 года в городе Лоуэлл, штат Массачусетс. В 1975 году окончил среднюю школу в городе Пэлхэм, штат Нью-Гэмпшир. В 1980 году получил степень бакалавра в области ветеринарии и микробиологии в Университете штата Нью-Гэмпшир. В 1985 году получил степень доктора наук в области ветеринарной медицины в Ветеринарном Колледже при Университете штата Огайо. В 2009 году получил степень магистра государственного управления в Школе управления им. Джона Ф. Кеннеди.
Холост. Он любит кататься на горном велосипеде, плавание, лыжи, походы, и естественную историю. Его мать, Кэрол Дж. Робинсон, проживает в городе Дженсен-Бич, Флорида. Его отец, Ричард Линнехан, умер.

## До НАСА
После окончания Колледжа в июне 1985 года, Линнехан занялся частной практикой с небольшими (экзотическими) животными, через 2 года начал стажироваться в зоопарке Балтимора и на факультете Сравнительной патологии в Университете Джонса Хопкинса. После окончания стажировки доктор Линнехан был направлен в качестве капитана армии США в ветеринарный корпус и с начала 1989 года стал служить на военно-морской базе в "Центре «Оушен систем», в Сан-Диего, Калифорния. Ему предложили должность главного клинического ветеринара, он работал с морскими млекопитающими в рамках проектов ВМС США. Во время своей службы на военно-морской базе доктор Линнехан разрабатывал и руководил исследованиями в области анестезии, ортопедии, фармакокинетики и воспроизводства китообразных и ластоногих. Он консультировал военно-морские базы с аналогичными исследованиями морских млекопитающих, расположенные в Калифорнии, Флориде и на Гавайях.

## Подготовка к космическим полётам
31 марта 1992 года был зачислен в отряд НАСА в составе четырнадцатого набора, кандидатом в астронавты. С августа 1992 года стал проходить обучение по курсу Общекосмической подготовки (ОКП). По окончании курса, в июле 1993 года получил квалификацию «специалист полёта» и назначение в Офис астронавтов НАСА. Занимался тестированием программного обеспечения в Лаборатории электронного оборудования шаттлов.

## Полёты в космос
- Первый полёт — STS-78[3], шаттл «Колумбия». C 20 июня по 7 июля 1996 года в качестве «специалист полёта». В программу полёта входили эксперименты по космической биологии и медицине и по материаловедению в лабораторном модуле «Спейслэб»[4]. Астронавты благополучно приземлились на Авиабазе Эдвардс. Продолжительность полёта составила 16 суток 21 час 49 минут[5].

- Второй полёт — STS-90[6], шаттл «Колумбия». C 17 апреля по 3 мая 1998 года в качестве «специалист полёта». В грузовом отсеке шаттла, в модуле Спейслэб, проводились эксперименты по влиянию микрогравитации на нервную систему человека. Цели исследований — понимание механизмов, ответственных за неврологические и поведенческие изменения в невесомости. Основными задачами были проведение фундаментальных исследований в области нейронаук и расширение понимания того, как нервная система развивается и функционирует в космосе. Исследования проводились на крысах, мышах, сверчках, улитках, на двух видах рыб и на членах экипажа. В частности, эксперименты изучали адаптацию вестибулярного аппарата, «адаптационный синдром», адаптацию и возможные варианты контроля центральной нервной системы при отсутствии силы тяжести, а также влияния микрогравитации на поведение нервной системы. Миссия являлась совместным предприятием шести иностранных космических агентств и семи исследовательских Центров из США, 31 эксперимент по влиянию микрогравитации поставили учёные из девяти стран. Продолжительность полёта составила 15 дней 21 час 50 минут[7].

- Третий полёт — STS-109[8], шаттл «Колумбия». C 1 по 12 марта 2002 года в качестве «специалиста полёта». Основной задачей 3-й миссии к телескопу являлись ремонт и дооснащение космического телескопа имени Хаббла. Помимо этого в полётное задание STS-109 были включены два дополнительных эксперимента технического характера (навигация с помощью системы GPS и определение характеристик при посадке с боковым ветром), 8 экспериментов медицинского характера и образовательная программа, предусматривающая создание 20-минутных видеоуроков и сеансы связи со школами[9]. Астронавты совершили 5 выходов в открытый космос. Линнехан — три: 4, 6 и 8 марта 2002 года — общей продолжительностью 21 час 9 минут. Продолжительность полёта составила 10 дней 22 часа 11 минут[10].

- Четвёртый полёт — STS-123[11], шаттл «Индевор». C 11 по 27 марта 2008 года в качестве «специалист полёта». Продолжение сборки Международной космической станции. Во время полёта выполнил три выхода в открытый космос. В 04 часа 18 минут по Москве (01:18 GMT) 14 марта Ричард Линнехан и Гаррет Рейзман осуществили первый выход в открытое космическое пространство. В ходе работы за бортом станции астронавты подготовили модуль «Кибо» к извлечению из грузового отсека «Индевора» и установке его с помощью манипулятора корабля на модуль «Хармони», выполнили первый этап сборки робота-манипулятора «Декстр». Длительность работы в открытом космосе составила 7 часов 01 минуту. Второй выход в космос состоялся 16 марта — во время выхода астронавты завершили работы по монтажу канадского робота-манипулятора Декстр. Время работ в открытом космосе составило 6 часов 55 минут. Третий выход в открытый космос начался 18 марта в 01 час 51 минуту московского времени (22:51 GMT 17 марта) и продолжался 6 часов 53 минуты. В течение этого периода астронавты смонтировали на модуле «Дестини» специальную платформу и на неё установили робот-манипулятор «Декстр». Продолжительность полёта составила 15 суток 18 часов 11 минут.[12][13]

Общая продолжительность внекорабельной деятельности (ВКД) за 6 выходов — 42 часа 24 минуты.
Общая продолжительность полётов в космос — 59 дней 10 часов 28 минут.

## После полётов
В январе 2011 года перешёл на работу в Центр космических исследований имени Джонсона, в Хьюстоне, штат Техас.

## Награды и премии
Награждён: Медаль «За космический полёт» (1996, 1998, 2002 и 2008), Медаль «За выдающееся лидерство» (1999), Медаль «За исключительные заслуги» (2003), Медаль «За выдающуюся службу» (НАСА) (2009) и многие другие.